# Брюно, Матюрен
Матюрен Брюно (фр. Mathurin Bruneau; 10 мая 1784, Везен — 1825) — самозванец, выдававший себя за дофина Луи-Шарля Бурбона, сумевшего спастись из Тампля во время французской революции. Известен также под прозвищем «принц-башмачник».

## До появления в роли Людовика XVII
С достаточной точностью установлено, что этот претендент на трон Франции родился 10 мая 1784 года в семье сапожника Брюно, в Везене, в префектуре Шоле. Оставшись сиротой в очень юном возрасте, перешёл на попечение старшей сестры, бывшей в то время замужем также за сапожником, неким Делоне.
Впрочем, судьба ремесленника явно пришлась не по вкусу будущему претенденту, в возрасте 11 лет он ушёл из дома. Его первая остановка — скромная ферма в 50 милях от родительского дома. На вопрос хозяина о его имени назвался «малым из Везена» (de Vezins), что тут же было понято как «сын барона Везена», эмигрировавшего во время революции. Как это обычно происходит в истории самозванства, Брюно с готовностью воспользовался чужим легковерием.
Ему повезло ещё раз — семья, в которой он оказался, тайно поддерживала вандейцев. Слух, что сын барона де Везена прячется в крестьянском доме, дошёл до ушей виконтессы Тюрпен де Кресси, и она с готовностью приняла мнимого беглеца в своём замке Ангри. Брюно, быстро смекнув, что легковерие аристократки сулит ему сытую и беспечную жизнь, охотно поддерживает её версию. Стараясь не распространяться (чтобы ненароком не выдать себя) о раннем детстве, он уверял, что последние годы воспитывался в приёмной семье и горько жаловался на лишения. Виконтесса верила каждому его слову, отмахиваясь от предостережений друзей, настроенных более скептически.
Идиллия закончилась в один день, когда история о «сыне барона де Везена» дошла до ушей его мнимого отца. Тот незамедлительно написал виконтессе, и та, чувствуя себя обманутой, немедленно отправила Матюрена Брюно назад на родину.
Однако Жанна Делоне (старшая сестра) не горела желанием заниматься воспитанием беглеца. Она умоляет виконтессу дать ему какую-нибудь работу, и бывший виконт де Везен становится подручным на псарне. Видимо, падение с высоты оказалось слишком болезненным, работать Матюрен не желал: несколько месяцев спустя виконтесса Тюрпен окончательно отослала его назад.
Делоне пытался научить будущего «дофина» тачать сапоги, но и это занятие не пришлось по вкусу претенденту. Через два года он вновь ушёл из дому, и следы его скрыты вплоть до 1803 года.

## Арест и бегство
По свидетельству документов, в 1803 году претендент был арестован в Сен-Дени за бродяжничество, и приказом префекта полиции Дюбуа определён на 10 лет канониром в 4-й полк морской артиллерии (по странной иронии судьбы он попал на фрегат «Cybèle», который через три года увёз в ссылку Эрваго).
Конечно же из армии Матюрен Брюно пытался бежать. В Норфолке он дезертировал с корабля, за что был приговорён заочно к 7 годам исправительных работ и штрафу в 1500 франков. Далее он подвизался в Америке в роли булочника при сьере Одюке, французе, живущем в Филадельфии, затем Нью-Йорке поступил в услужение в богатую семью.
Он решил вернуться во Францию в 1815 году и здесь вновь продолжил карьеру самозванца. Некий моряк в Мен-на-Луаре принял его за Шарля Филиппо, пропавшего без вести в 1807 года. Узнав, что вдова Филиппо не бедна, Брюно охотно включился в игру. Его приняли, хотя и не без сомнений.

## Явление «дофина»
В декабре того же года Матюрен был арестован в Сен-Крепене «за появление пьяным в общественном месте». На допросе он назвал себя «Шарлем Наваррским», однако же полиция, проверив его американский паспорт, и убедившись, что немного денег у арестанта есть (то есть его нельзя обвинить в бродяжничестве), ограничилась предупреждением.
Второй раз был арестован — снова за пьянство — несколько дней спустя в Сен-Мало. На сей раз паспорта у него не было, а совершенно невероятные рассказы о себе вызвали у полицейских сомнения в нормальности арестованного. Для выяснения его личности полиция начала расследование.
Достаточно быстро удалось разыскать вдову Филиппо, которая назвала арестованного своим сыном. Однако тот, решившись окончательно, объявил себя «сыном Людовика XVI» и тут же в тюрьме начал диктовать (по причине собственной неграмотности) письмо на имя правящего монарха, с требованием аудиенции, во время которой «он сможет предоставить неопровержимые доказательства», и достаточно прозрачным требованием освободить для него трон.
Его приняли за сумасшедшего и отправили в лечебницу. Однако же врачи не заметили ничего необычного в его поведении, и Матюрен был возвращён в тюрьму четыре дня спустя.
Тем временем, слухи о том, что дофин, сын Людовика, находится в тюрьме, и терпит жестокое обращение, распространились с молниеносной быстротой. Сработал тот же механизм, что и в случае других самозванцев — недовольство своим положением, нестабильность жизненного уровня большинства, ожидание «доброго короля» — неиспорченного короля-юноши. Ему прощали всё — и грубую простонародную речь, и очевидную неграмотность — последнее извиняют «революционным воспитанием» и долгой жизнью в Америке среди отбросов общества. Поклонники Брюно даже написали письмо герцогине Ангулемской с требованием признать в арестанте своего пропавшего брата. Впрочем, о степени образованности претендента можно судить по следующему эпизоду. В стенограмме судебного заседания отмечено, что в ответ на обвинение, что Матюрен выдавал себя за дофина, прокурор немедля получил отповедь:
— Дофин — это рыба, а я — герцог Нормандский!
(Матюрен путает «дофин» и «дельфин» — по-французски это одно и то же слово — dauphin. Заметим, что ту же ошибку повторит Гекльберри Финн.)
Площадную брань, которую он употреблял по адресу прокурора, судьи и присяжных, секретарь не решился воспроизвести в протоколе заседания, ограничиваясь пометкой «подсудимый грязно бранится» и троеточием.
Опасаясь волнений, власти отправили претендента в Ренн, затем по личному распоряжению министра полиции Деказа, его перевели в Руан. Ирония судьбы: именно в Руане претендент получил настоящую известность. Его первые сторонник — тюремщик Либуа — именовал Матюрена «вашим величеством» и с готовностью впускал к нему любого, желающего засвидетельствовать почтение. Тюрьма превратилась в теневой королевский двор, претендента засыпали подарками, жители Руана ссужали его деньгами, самозванец чувствовал себя на гребне славы. Чтобы убить время до суда, Матюрен тачал сапоги, диктовал многочисленные письма «сестре» (герцогине Ангулемской) и наконец взялся за «мемуары» наследника престола.
В качестве секретарей ему были приданы мошенник Ларше, Бранзон (профессиональный вор) и Турли, бывший судебный исполнитель, севший в тюрьму за взятки.

## Воспоминания «Шарля-Луи, дофина Франции»
Основой для данной порции «воспоминаний» служили принесённые ему одной из почитательниц — мадам Дюмон — альманах королей Франции, история жизни Людовика XVI и, наконец, — вслед за Эрваго — неизменный роман «Кладбище Мадлен».
Бегство, по версии претендента, произошло в июне 1795 года. Так же как у Эрваго, в воспоминаниях фигурирует некая женщина, присматривающая за дофином в Тампле. Главарь шуанов, Фротте, по этой версии самолично проник в тюрьму, принеся с собой усыплённого опиумом ребенка, спрятанного в полой лошадке «не то деревянной, не то картонной». Так же дофина вывезли в тачке для грязного белья, принадлежащей прачке Клуе, переодели в девочку и отправили в Вандею к Шаретту, где его со всеми полагающимися случаю церемониями, короновали шуаны.
Дальнейшее повествует об отплытии в Америку, но корабль подвергся нападению и обыску, так что «дофину» удалось бежать лишь с помощью верного Филиппо, чьё имя он в дальнейшем принимает. Он гостил в Норфолке, Джорджтауне, Филадельфии. Затем последовало возвращение во Францию, где главарь вандейцев Кадудаль настоятельно советовал ему скрыться в Англии.
Дофин был представлен ко двору Георга III, где одним своим появлением расстроил планы будущего Людовика XVIII, в Бретани принял участие в нескольких битвах. В 1801 году оказался в Риме, где его с почётом принял и торжественно короновал ещё раз папа Пий VI (заметим в скобках, умерший тремя годами ранее). Опять же претендента клеймили знаком «святого Духа» на левую ногу (как видно, легенда о «царских знаках» в своё время оказавшая немалую услугу Пугачёву, во Франции также пользовалась известностью).
Вновь он вернулся во Францию, где был арестован и препровожден в Сен-Дени (эта деталь, одна из немногих, соответствующих истине). При тайной поддержке министра полиции Фуше, и Жозефины Богарне, снова скрылся в Америке, где поступил в республиканскую армию в чине младшего лейтенанта.
Следующий виток его скитаний включил в себя пребывание в Англии, в гостях у Георга III, на Мадейре, его принял губернатор Сан-Сальвадора и королева Португалии. И вот наконец, после падения Наполеона, претендент высадился во Франции, где его приняли за Филиппо, арестовали и препроводили в Сен-Мало.

## Разоблачение и суд
Опасения оправдались, слухи о «мемуарах» проникли за стены тюрьмы, и в Руане началось глухое брожение. Чашу терпения властей переполнили пасквили на короля и правительство, расклеенные по стенам в одну из ночей. Брюно был переведён в королевскую тюрьму Консьержери, в одиночную камеру. Сторонники претендента продолжали настраивать общественное мнение в его пользу, но в это время работающая без устали полиция, нашла некоего землемера из Пон-де-Се, который опознал в «дофине» Матюрена Брюно, родом из Везена. Матюрен продолжал запираться, отвечая на все вопросы цитатами из мемуаров, на очной ставке отказывался узнавать сестру, её мужа, виконтессу Тюрпен — но случайно выдал себя, обратившись к Жанне Делоне её детским прозвищем «Матюрина».
Процесс по делу об узурпации королевского имени открылся 9 февраля 1818 года. Подсудимый вёл себя вызывающе и грубо, что породило позднейшую легенду, что обвинитель якобы опоил его вином. 66 свидетелей единодушны — перед ними самозванец. Несмотря на это вера в лже-дофина не желала уходить — в зале то и дело раздавались выкрики «Да здравствует король!».
19 февраля присяжные вынес приговор: 7 лет тюрьмы за мошенничество и узурпацию и 3000 франков штрафа. Остальные проходящие по тому же делу были оправданы. В мае Брюно отправился в тюрьму Гайон, где его «во избежание смут» содержали тайно. И наконец три года спустя был переведён в тюрьму Мон-Сен-Мишель, где и умер в 1825 году (впрочем, существуют сведения, что претендент скончался в 1822 году в тюремной больнице в крыле для буйнопомешанных).

## Интересные факты
Матюрену Брюно посвящено одно из произведений Беранже «Наваррский принц, или Матюрен Брюно» . Приводим цитату из него в переводе Вс. Рождественского:
 Тебе — французскую корону?

 Ты спятил, бедный Матюрен!

 Не прикасайся лучше к трону,

 Гнезду насилий и измен.

 Там лесть чадит свои угары

 Безделью в кресле золотом.

 Займись-ка лучше, принц Наварры,

 Своим сапожным ремеслом!

 У жизни есть свои законы,

 Несчастье учит мудреца.

 Ты б отказался от короны,

 Когда б подумал до конца.

 Легко ль считать судьбы удары?

 Сначала трон — а что потом?

 Займись-ка лучше, принц Наварры,

 Своим сапожным ремеслом!

 Льстецы смеются над тобою…

 И ты захочешь, может быть,

 Народ считая сиротою,

 Себя отцом провозгласить.

 Чем угождать (обычай старый!)

 Льстецу то лентой, то крестом,

 Займись-ка лучше, принц Наварры,

 Своим сапожным ремеслом!

 Ты к лаврам тянешься по праву,

 Но где бы ты ни побеждал,

 Из рук твоих всю эту славу

 Ближайший вырвет генерал.

 Английский полководец ярый

 Кичиться будет над орлом.

 Займись-ка лучше, принц Наварры,

 Своим сапожным ремеслом!